# Media Grupa Ukraina
Media Grupa Ukraina (ukr. Медіа Група «Україна») – jedna z największych spółek (grup) holdingowych mediów na Ukrainie, założona w 2010 roku. Dyrektorem Generalnym Media Grupa Ukraina jest Jewhenij Laszczenko.

## Struktura
Do Media Grupa Ukraina należą ukraińskie kanały telewizyjne: Ukraina, NLO-TV, Futbol 1, Futbol 2 (również w wersji HD), Donbass oraz kanały regionalne „Sigma TV”, „TV Sfera” i „Kanał 34”.
Również w ramach grupy działają:
- Digital Screens (twórca usługi wideo dla licencjonowanych treści oll.tv)
- Tele Pro (firma produkcyjna)
- Mediapartnerstvo Sales House
- Segodnya Multimedia Holding

Kanały Grupy Ukraina swoje główne inwestycje kierują w rozwój i promocję istniejących obszarów biznesowych i technologii, a także w nowe potencjalne projekty.
Grupa została założona w roku 2010 jako medialna spółka holdingowa w branży telewizji i nowych projektów i jest zarządzana przez System Capital Management Holdings właścicielem którego jest Rinat Achmetow. Strategicznym celem jest stworzenie zintegrowanego systemu, w którym wszystkie jednostki będą uzupełniać się. Jest profesjonalnym inwestorem w ukraińskim biznesie medialnym.